# Hebella crateroides
Hebella crateroides is een hydroïdpoliep uit de familie Hebellidae. De poliep komt uit het geslacht Hebella. Hebella crateroides werd in 1909 voor het eerst wetenschappelijk beschreven door Ritchie. 